# Крушнаджі Кхалдікар
Крушнаджі Кхалдікар (*कृष्णाजी प्रभाकर खाडिलकर, 25 листопада 1872 — 26 серпня 1948) — індійський письменник, драматург, журналіст, що складав твори та статті мовою маратхі. Мав прізвисько «Маратхський Шекспір».

## Життєпис
Народився у м. Санглі (південна Махараштра) у 1872 році. Здобув початкову освіту в рідному місті. У 1887 році написав перший прозовий твір. У 1892 році вступив до Деканського коледжу у Пуні, який закінчив у 1894 році зі ступенем бакалавра. У 1893 році написав першу п'єсу в прозі «Смерть Савай Мадхав Рао». У 1896 році знайомиться з політичним лідером Локма'я Тілаком, того ж року пише перші статті до газети останнього «Кесарі». У 1897 році отримує посаду редактора цієї газети. На цій посаді виступав проповідником ідей Тілака щодо боротьби проти колоніальної влади. У 1908 році за статтю Кхалдікара у газеті Тілака було заарештовано.
З 1908 до 1910 року був редактором газети «Маратха», у 1917—1920 роках — знову стає редактором «Кесарі», у 1921—1923 роках — газети «Локама'я», в яких відстоював ідеї Тілака. У 1923 році засновує тижневу газету «Навакал», на шпальтах якої підтримував діяльність Махатми Ганді. У 1927 році за антибританську пропаганду вимушений був сплатити великий штраф, у 1929 році заарештовується британцями за антиколоніальні статті, але вже у 1930 році здобуває свободу. У 1933—1934 роках у Наґпурі обирається президентом Маратхі Сахітья Саммелан (Всеіндійську маратхську літературну конференцію). У 1943 році повертається до рідного міста Санглі, де й помирає у 1948 році.

## Творчість
Усього в доробку Крушнаджі 15 п'єс. До театрального мистецтва привніс загострення пристрастей. Кожна постановка його драм ставала подією не тільки театрального, а й суспільного життя. Кхадількар перетворив театр у дієвий засіб політичної боротьби і громадянського виховання співвітчизників. Його п'єси побудовані на історичному і міфологічному матеріалі, але кожна з них співвіднесена з реальними подіями бурхливої епохи.
У п'єсі на епічний сюжет «Вбивство Кічака» (1907 рік) автор відгукнувся на реальні події тих днів — розділ Бенгалії. У жорстокому лиходієві Кічак вгадувався лорд Керзон, в образі Драупаді — принижена і поневолена Індія, а в богатирі Бхіме сучасники впізнавали Локман'ю Тілака. Англійська влада заборонила виставу і конфіскували її видрукувані екземпляри. Така ж доля спіткала і драму «Ворожнеча братів» (1909 рік), яка стала реакцією на розкол у національно-визвольному русі після з'їзду Індійського національного конгресу в 1907 році.
Також є автором 6 соціальних романів.